# Aegialia convexa
Aegialia convexa är en skalbaggsart som beskrevs av Henry Clinton Fall 1932. Aegialia convexa ingår i släktet Aegialia och familjen Aegialiidae. Inga underarter finns listade i Catalogue of Life.